# Gouvernementen van Bahrein
Bahrein is bestuurlijk onderverdeeld in vijf gouvernementen (muhafazat):
1. Hoofdstad (al-'Asimah)
2. Muharraq (al-Muharaq)
3. Noord (ash-Shamaliyah)
4. Zuid (al-Janobiyah)

Deze gouvernementen werden ingesteld op 3 juli 2002 met daarbij een extra gouvernement Centraal (al-Wustah). Deze is echter in september 2014 opgeheven.  

## Gemeenten (manatiq)
Hiervoor was Bahrein onderverdeeld in twaalf gemeenten/regio's (manatiq), die door de instelling van de gouvernementen zijn komen te vervallen:
1. Al Hidd
2. Al Manamah (hoofdstad)
3. Al Gharbiyah (west)
4. Al Wusta (centraal)
5. Al Shamaliyah (noord)
6. Al Muharraq (nu Gouvernement Muharraq)
7. Ar Rifa'wa al Mintaqah al Janubiyah (Rifa en zuid)
8. Jidd Haffs
9. Madinat Hamad
10. Madinat Isa
11. Juzur Hawar
12. Sitra

Op het kaartje is Madinat Hamad niet zichtbaar. Deze stadsgemeente werd afgesplitst van de gemeente Ar Rifa'wa al Mintaqah al Janubiyah in 1991. De Hawar-eilanden (Juzur Hawar) bevinden zich op enige afstand van het eiland, vandaar de scheidingslijn.